# 湖北省 (中華民國)
湖北省，為中華民國下轄的一個省級行政區，是延續清代所設置的22省之一，為華中七省之一。簡稱為「鄂」。

## 管轄範圍

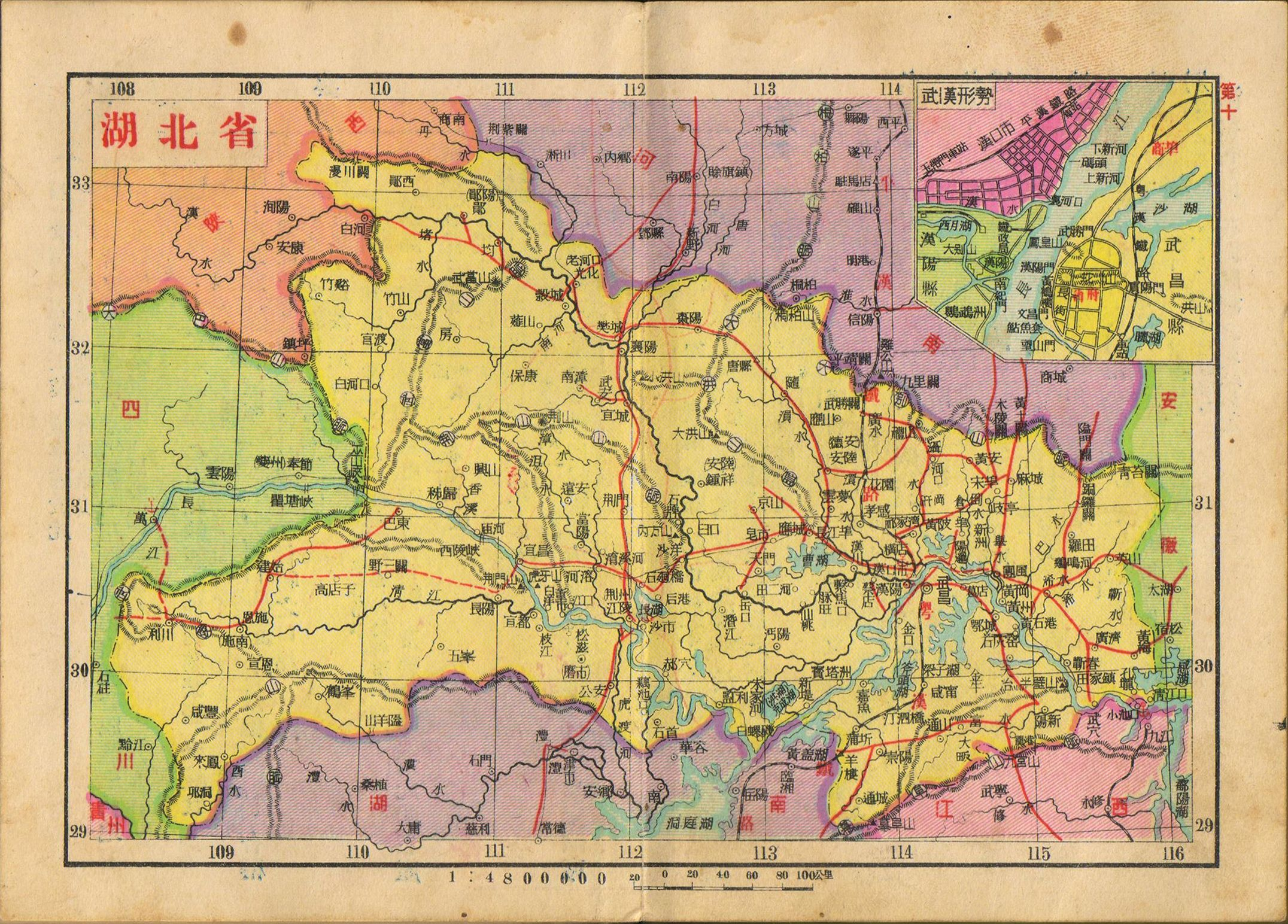
亞新地學社1936年《袖珍中華全圖》的湖北省地圖

民國年間，湖北省總體區劃變化不大。轄境相當於現今湖北省除英山縣全部、大悟縣東北部、武漢市江岸區、江漢區、礄口區以外的地區。民國36年（1947年）全省土地面積為186229平方公里。東與東南接安徽省、江西省，南接湖南省，西界四川省，北與西北則鄰河南省、陝西省。

## 人口
以下依據中華民國實業部《中國經濟年鑑》（1934年出版）、內政部統計司編《民國十七年各省市戶口調查統計報告》（1931年出版）、主計處統計局編《中華民國統計提要》（1940年出版）、中華民國年鑑社編《中華民國年鑑》（1952年出版，頁19-21）所提供的人口數據：
| 調查年代       | 戶數      | 人口       | 男性       | 女性       | 每戶平均人口 | 性別比例 |
| -------------- | --------- | ---------- | ---------- | ---------- | ------------ | -------- |
| 1912年         | 4,844,000 | 29,590,000 | 15,900,000 | 13,690,000 | 6.11         | 116.10   |
| 1928年         | 5,491,000 | 26,699,000 | 14,753,000 | 11,946,000 | 4.86         | 123.50   |
| 1936年至1937年 | 4,751,000 | 25,516,000 | 13,731,000 | 11,784,000 | 5.37         | 116.53   |
| 1947年         | 3,752,000 | 20,976,000 | 10,947,000 | 10,029,000 | 5.67         | 109.15   |

據中華民國內政部戶政司於民國79年（1990年）臺閩地區戶口及住宅普查報告，臺閩地區籍貫為湖北省的人數為10萬7719人，佔非臺灣省籍269萬4917人口當中的4%。

## 歷史沿革

### 武昌起義

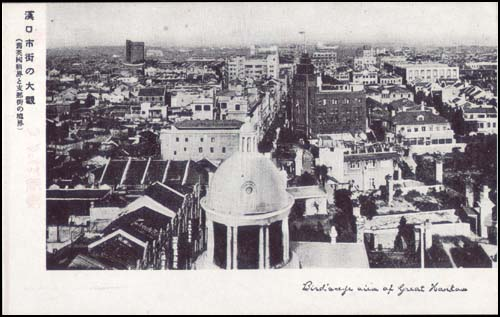
民國初年的老漢口

宣統三年（1911年）10月10日，辛亥革命在湖北打響了第一槍（武昌起義），在湖北諮議局成立了武昌起義軍政府。中華民國得以成立。

### 軍閥混戰
民國時期，湖北經歷了軍閥混戰、江城五四運動風暴。民國12年（1923年）2月漢口爆發了著名的「二七」京漢鐵路工人大罷工，是中國工人運動第一次高潮的顛峰。

### 北伐戰爭
民國15年（1926年）7月1日，國民革命軍誓師北伐。此時吳佩孚在兩湖駐有10萬大軍，對於國民革命軍的北伐，他十分藐視，認為不足為懼。8月底，國民革命軍進入湖北，與吳佩孚大軍激戰於粵漢鐵路要隘汀泗橋一帶。雙方在戰鬥中付出了巨大的傷亡，汀泗橋四度易手，最後被北伐軍攻下。吳佩孚在汀泗橋失守後，又在賀勝橋附近重新集結，雙方在賀勝橋展開激戰，最終賀勝橋仍被北伐軍所攻下。吳佩孚退回武漢，部署防御，打算借長江天險死守這一戰略要地。9月，北伐軍向武漢發起進攻，三路齊出分攻武昌、漢陽和漢口。先後攻下漢陽、漢口，10月10日攻下武昌。至此，吳佩孚軍隊主力大部被殲滅，北伐軍消滅吳佩孚的計劃基本實現。

### 寧漢分裂與寧漢合流
北伐戰爭期間，一度作為國民政府首都。時任北伐總司令的蔣中正以當時位於武漢的國民政府受共產黨控制為由，在南京另組新的國民政府，主張清黨。最後以武漢國民政府主動進行清黨而告終。民國16年（1927年）8月19日，武漢政府宣佈遷都南京，汪兆銘亦於9月初親抵南京，是為「寧漢合流」。

### 圍剿中共蘇區
民國16年（1927年）寧漢合流後，中國共產黨於該年湖北各地舉行秋收暴動，建立了鄂豫邊、湘鄂西等蘇維埃政權。中原大戰結束後，國民政府開始圍剿中共蘇區。

### 抗日戰爭
抗日戰爭爆發後，武漢又成為抗戰首都。著名的武漢會戰便是在此處發生。

### 國共內戰
抗戰結束後，國共發生軍事衝突。民國36年（1947年），劉伯承、鄧小平部隊進入大別山，白崇禧成立九江指揮部進行圍剿。民國37年（1948年）底，三大戰役之後國軍受到嚴重打擊。民國38年（1949年）4月，中共解放軍發起渡江戰役，國民政府的長江防線崩潰。5月17日，武漢失守。湖北省政府遷往恩施縣（今恩施市）。10月下旬，共軍發起鄂西南戰役，向西南進軍。11月6日，進駐恩施。省政府往四川萬縣。川鄂綏靖公署主任孫震，向湖北省主席朱鼎卿轉達國防部的命令，將所有湖北省軍政名義的機構一律撤銷，改編為第三兵團，由朱鼎卿任兵團司令官。中華民國的湖北省至此徹底消亡。

## 行政區劃

### 省、縣之間的行政區

#### 道制
辛亥革命後，清代各道被廢除，民國2年（1913年）置鄂東、鄂北、鄂西3道觀察使。民國3年（1914年）5月23日，全省改置為江漢、襄陽、荊南3道。民國10年（1921年）8月，裁荊南道，以宜昌等13縣與襄陽道荊門等3縣合置荊宜道，以恩施等7縣新置施鶴道。民國15年（1926年）國民革命軍進入湖北後廢道。
江漢道
武漢話：[tɕiaŋ˥˥ xan˧˥ tau˧˥]
民國2年（1913年）1月17日置武漢黃德道，旋改名鄂東道，觀察道駐夏口縣（今湖北省武漢市漢口），民國3年（1914年）5月23日改設。道尹為繁要缺，一等。駐武昌縣（今湖北省武漢市武昌區）。轄武昌、鄂城、嘉魚、蒲圻、咸寧、崇陽、通山、通城、大冶、陽新、漢陽、夏口、漢川、黃陂、孝感、沔陽、黃岡、黃安、黃梅、蘄春、浠水、麻城、羅田、廣濟、安陸、隨縣、雲夢、應山、應城29縣。民國15年（1926年）廢。
襄陽道
襄陽話：[siaŋ˧˥ iaŋ˦˩ tau˨˩˦]
民國2年（1913年）1月17日置安襄鄖荊道，旋改名鄂北道，民國3年（1914年）5月23日改設。道尹為要缺，二等。駐襄陽縣（今湖北省襄陽市漢江南岸襄城區）。轄襄陽、鍾祥、京山、潛江、天門、荊門、當陽、遠安、宜城、南漳、棗陽、穀城、光化、均縣、鄖縣、房縣、竹谿、竹山、保康、鄖西20縣。民國10年（1921年）8月，荊門、當陽、遠安3縣劃屬荊宜道，轄縣縮減為17縣。民國15年（1926年）廢。
荊宜道
宜昌話：[ʨin˥˥ i˩˨ tau˧˥]
民國2年（1913年）1月17日置荊宜施鶴道，旋改名鄂西道，觀察道駐江陵縣（今湖北省荊州市荆州区），民國3年（1914年）5月23日改設荊南道。道尹為要缺，二等。駐宜昌縣（今湖北省宜昌市）。轄宜昌、江陵、公安、石首、監利、松滋、枝江、宜都、長陽、興山、巴東、五峰、秭歸、恩施、宣恩、建始、利川、來鳳、咸豐、鶴峰20縣。民國10年（1921年）8月改名荊宜道，駐所仍舊，轄區縮小，轄宜昌、江陵、公安、石首、監利、松滋、枝江、宜都、長陽、興山、巴東、五峰、秭歸、荊門、當陽、遠安16縣。民國15年（1926年）廢。
施鶴道
恩施話：[sɿ˥˥ xo˧˥ tau˧˥]
民國10年（1921年）8月置析荊南道置。駐恩施縣（今湖北省恩施市）。轄恩施、宣恩、建始、利川、來鳳、咸豐、鶴峰7縣。民國16年（1927年）廢。

#### 行政督察區
湖北省自民國21年（1932年）依《剿匪區內行政督察專員公署組織條例》將全省分設為11個行政督察區後，到民國24年（1935年）11月時亦未變化。隨著紅軍長征西去，省內公路逐漸完成，到民國25年（1936年）3月，湖北省乃將全省11區裁併為8個區，大致如下：原第1區、第2區合併為新第1區，轄蒲圻等11縣，專署設蒲圻；將原第3區與第4區合併為新第2區，轄蘄春等11縣，專署設黃岡；將原第5區、第6區（沔陽、潛江除外）並為新第3區，轄隨縣等10縣，專署設隨縣；將原第6區的沔陽、潛江劃歸原第7區，改設為新第4區，轄江陵等9縣，專署設江陵；原第8、9、10、11各區,依次改為第5、6、7、8各區。抗戰期間，置鄂東、宜昌、鄂北3行署，管轄部分行政督察區，各區轄縣有所變化。抗戰結束後廢其行署，行政督察區數目不變，唯各區轄縣有所變化，武昌市直屬省政府（下表據《中國行政區劃通史‧中華民國卷》第206-208頁整理而成。）：
湖北省政府直轄區
民國35年（1946年）起直轄武昌市。
第一行政督察區
民國21年（1932年）置「湖北省第一行政督察區」及「湖北省第二行政督察區」。第一區專署駐蒲沂縣，轄蒲圻、武昌、漢陽、嘉魚、咸寧、通城、崇陽7縣。第二區專署駐大冶縣，轄大冶、陽新、鄂城、通山4縣。民國23年（1934年）第二區專署遷駐陽新縣，4月轄大畈特別區。次年6月裁撤大畈特別區。
民國25年（1936年）3月合併二區為新的「湖北省第一行政督察區」，專署駐蒲圻縣，轄原第一區的蒲圻、咸寧、武昌、漢陽、嘉魚、通城、崇陽7縣及原第二區的大冶、鄂城、陽新、通山4縣。抗戰結束後，專署遷駐咸寧縣。中華人民共和國建立後，改稱大冶專區。
第二行政督察區
民國21年（1932年）置「湖北省第三行政督察區」及「湖北省第四行政督察區」。第三區專署駐蘄春縣，轄蘄春、浠水、黃梅、廣濟、羅田、英山6縣。第四區專署駐黃安縣，轄黃安、黃岡、麻城、黃陂4縣。民國22年（1933年）1月第四區增領禮山縣。
民國25年（1936年）3月合併二區為新的「湖北省第二行政督察區」，專署駐黃岡縣，轄原第三區的蘄春、浠水、黃梅、廣濟、羅田、英山6縣及原第四區的黃安、黃岡、麻城、黃陂、禮山5縣。抗戰期間，民國28年（1939年）12月裁第二區，所轄11縣由鄂東行署直轄。民國30年（1941年）復置第二區，領鄂東行署直轄11縣及第三區孝感縣計12縣，專署駐地同前。抗戰結束後，孝感縣復歸第三區，轄縣減為11縣。中華人民共和國建立後，改稱黃岡專區。
第三行政督察區
民國21年（1932年）置「湖北省第五行政督察區」及「湖北省第六行政督察區」。第五區專署駐隨縣，轄隨縣、安陸、孝感、應山、雲夢、應城6縣。第六區專署駐天門縣，轄天門、漢川、沔陽、京山、鍾祥5縣。民國22年（1933年），第七區潛江縣來屬。
民國25年（1936年）3月合併二區為新的「湖北省第三行政督察區」，專署駐隨縣，轄原第五區的隨縣、安陸、孝感、應山、雲夢、應城6縣及原第六區的鍾祥、天門、京山、漢川4縣。民國30年（1941年）孝感縣移屬第二區，抗戰結束後來隸。中華人民共和國建立後，改稱孝感專區。
第四行政督察區
民國21年（1932年）置「湖北省第七行政督察區」，專署駐江陵縣沙市，轄江陵、荊門、監利、石首、公安、枝江、松滋、潛江8縣。民國22年（1933年），潛江縣往屬第六區。
民國25年（1936年）3月改稱「湖北省第四行政督察區」，專署駐隨縣，轄原第七區的江陵、荊門、監利、石首、公安、枝江、松滋7縣及原第六區的潛江、沔陽2縣。民國30年（1941年）6月，荊門縣暫時撥歸第五區，旋歸回。民國33年（1944年），荊門縣復屬第五區，抗戰結束復歸。中華人民共和國建立後，改稱荊州專區、沔陽專區。
第五行政督察區
民國21年（1932年）置「湖北省第八行政督察區」，專署駐襄陽縣，轄襄陽、棗陽、宜城、光化、穀城、南漳、保康7縣。民國25年（1936年）3月改稱「湖北省第五行政督察區」，專署駐地及轄縣未變。民國30年（1941年）6月，第四區荊門縣暫時撥屬，旋歸回。民國33年（1944年），第四區荊門縣復隸，宜城縣改名自忠縣，轄縣增為8縣。抗戰結束後，荊門縣復歸第四區，轄縣減為7縣。中華人民共和國建立後，改稱襄陽專區。
第六行政督察區
民國21年（1932年）置「湖北省第九行政督察區」，專署駐宜昌縣，轄宜昌、遠安、當陽、宜都、興山、秭歸、五峰、長陽8縣。民國25年（1936年）3月改稱「湖北省第六行政督察區」，專署駐地及轄縣未變。中華人民共和國建立後，改稱宜昌專區。
第七行政督察區
民國21年（1932年）置「湖北省第十行政督察區」，專署駐恩施縣，轄恩施、宣恩、建始、巴東、鶴峰、利川、咸豐、來鳳8縣。民國25年（1936年）3月改稱「湖北省第七行政督察區」，專署駐地及轄縣未變。中華人民共和國建立後，改稱恩施專區。
第八行政督察區
民國21年（1932年）置「湖北省第十一行政督察區」，專署駐鄖縣，轄鄖縣、均縣、鄖西、房縣、竹山、竹谿6縣。民國25年（1936年）3月改稱「湖北省第八行政督察區」，專署駐地及轄縣未變。中華人民共和國建立後，改稱兩鄖專區，屬陝南行署區。

### 縣級行政區
清代湖北省在宣統三年（1911年）時，分為10府、1直隸廳及1直隸州，下轄1廳、6州、60縣。民國元年（1912年）1月，廢除府、州、廳建制，一律改縣，計69縣。後在省、縣之間設道級政區。民國15年（1926年）廢除道級建制，實行省、縣兩級行政區。民國22年（1933年）5月置禮山縣時，河南省羅山縣西南部劃入湖北大悟縣。民國23年（1934年）3月，安徽省英山縣劃入湖北。民國38年（1949年）時，湖北省劃分為8行政督察區，下轄1市、70縣。另，漢口有時為省轄市，有時為特別市。民國77年（1988年）7月，行政院公布《中華民國各省（市）縣（市）行政區域代碼》，為各省縣市編定代碼，該法規於民國94年（2005年）10月停用。湖北省各縣、市沿革情況如下：
| 湖北省     | 湖北省     | 湖北省 | 湖北省 | 湖北省     | 湖北省 | 湖北省                        | 湖北省 |
| 行政督察區 | 專署駐地   | 代碼   | 縣等級 | 縣市       | 駐地(2023年4月) | 北洋時期                      | 沿革 |
| ---------- | ---------- | ------ | ------ | ---------- | --- | ----------------------------- | --- |
| 省政府直轄 | 省政府直轄 | 05001  | 不適用 | 武昌市     | 武昌鎮（今武漢市武昌區） | (江漢道)                      | 湖北省省會。民國18年（1929年）6月武漢特別市改為漢口特別市後，湖北省請設武昌市，內政部以武昌未合設市條件，予以駁回。民國24年（1935年）4月，湖北省政府籌設武昌市政處，謀求發展省會市政。國民政府於同年7月令准。 |
| 第一區     | 咸寧縣     | 05002  | 一等   | 武昌縣     | 治武昌鎮（今武漢市武昌區）；抗戰結束後遷金口鎮（今武漢市江夏區金口街道） | 江漢道 (駐地)                 | 清代為武昌府附郭江夏縣。民國元年（1912年）1月廢武昌府留江夏縣。民國2年（1913年）5月改名，以舊府名得名。 |
| 第一區     | 咸寧縣     | 05003  | 二等   | 漢陽縣     | 今武漢市漢陽區 | 江漢道                        | 清代為漢陽府附郭漢陽縣。民國元年（1912年）1月廢府留縣。 |
| 第一區     | 咸寧縣     | 05004  | 二等   | 鄂城縣     | 今鄂州市城區 | 江漢道                        | 清代為武昌縣。因與本省縣名重名，民國2年（1913年）5月改名壽昌縣。又因與浙江省縣名重名，民國3年（1914年）1月再次改名。縣境有楚邑鄂城，故名。 |
| 第一區     | 咸寧縣     | 05005  | 四等   | 嘉魚縣     | 今嘉魚縣駐地魚岳鎮 | 江漢道                        | |
| 第一區     | 咸寧縣     | 05006  | 三等   | 蒲圻縣     | 蒲圻鎮（今赤壁市城區） | 江漢道                        | |
| 第一區     | 咸寧縣     | 05007  | 三等   | 咸寧縣     | 今咸寧市咸安區 | 江漢道                        | |
| 第一區     | 咸寧縣     | 05008  | 三等   | 崇陽縣     | 今崇陽縣駐地天城鎮 | 江漢道                        | |
| 第一區     | 咸寧縣     | 05009  | 四等   | 通山縣     | 今通山縣駐地通羊鎮 | 江漢道                        | |
| 第一區     | 咸寧縣     | 05010  | 四等   | 通城縣     | 今通城縣駐地雋水鎮 | 江漢道                        | |
| 第一區     | 咸寧縣     | 05011  | 二等   | 大冶縣     | 大冶鎮（今大冶市城區） | 江漢道                        | |
| 第一區     | 咸寧縣     | 05012  | 二等   | 陽新縣     | 今陽新縣駐地興國鎮 | 江漢道                        | 清代為興國州，民國元年（1912年）1月改稱興國縣。因與江西省縣名重名，民國3年（1914年）1月改名。以古縣名得名。 |
| 第一區     | 咸寧縣     | 不適用 | 不適用 | 夏口縣     | 漢口鎮（今武漢市漢口） | 江漢道                        | 清代為夏口廳，民國元年（1912年）1月改稱縣。「因漢口設市，區域太小，無成縣之可能」，民國18年（1929年）7月31日，國民政府指令撤銷夏口縣，分別劃屬漢口特別市及漢陽縣管轄。 |
| 第一區     | 咸寧縣     | 不適用 | 不適用 | 漢口市     | 今武漢市江汉区 | (江漢道)                      | 民國15年（1926年）10月以夏口縣漢口鎮及漢口特別區市政局轄域置漢口市，隸屬湖北省。民國16年（1927年）1月國民政府遷都武漢，以武昌、漢口、漢陽3城為一大區域，稱為京兆區；4月，將武漢、漢口二市合併為武漢特別市，直隸國民政府。民國18年（1929年）1月改設武漢市政府，轄域為漢口鎮及武昌、漢陽二縣城區，隸屬湖北省政府；4月又置武漢特別市，直隸國民政府；6月以武昌縣城地，劃歸湖北省政府，改稱漢口特別市。民國19年（1930年）5月以漢陽縣城地，劃歸湖北省政府；7月改稱漢口市。民國20年（1931年）5月降為省轄市，隸屬湖北省政府，民國36年（1947年）6月核准為行政院直轄市。 |
| 第一區     | 咸寧縣     | 不適用 | 不適用 | 大畈特別區 | 大畈（今通山縣東北大畈鎮） | (江漢道)                      | 民國23年（1934年）5月，湖北省政府決定將陽新縣的黃沙、九折、慈口、大畈、燕廈，通山縣的富有、橫石潭大橋背，以及鄂城、咸寧2縣部分，劃為「大畈特別區」。民國24年（1935年）6月撤銷特別區，各地復歸原縣轄。 |
| 第二區     | 黃岡縣     | 05014  | 二等   | 黃陂縣     | 今武漢市黃陂區 | 江漢道                        | |
| 第二區     | 黃岡縣     | 05016  | 三等   | 禮山縣     | 毛家集（今大悟縣東南新城鎮毛集村），民國26年（1937年）春遷治河背咀（今大悟縣東南新城鎮新城街道社區）。抗戰結束後遷三里城何家壪（今大悟縣北三里鎮）。民國35年（1946年）7月遷回毛家集（今大悟縣東南新城鎮毛集村） | (江漢道)                      | 民國21年（1932年），中共紅軍撤離鄂豫皖蘇區，國民政府鄂豫皖三省剿匪總司令部以豫鄂邊界「形勢重要，距城窵遠，控制不便」，政令不及，於民國22年（1933年）1月以河南省羅山，湖北省黃陂、黃安、孝感4縣接壤地帶置縣。同年5月6日行政院令准。 |
| 第二區     | 黃岡縣     | 05018  | 一等   | 黃岡縣     | 黃州鎮（今黃岡市黃州區），因「縣治偏處一隅，控制殊慮困難」，而團風鎮居全縣中心 ，瀕臨長江，交通方便，民國18年（1929年）8月遷治團風鎮（今團風縣團風鎮）。因治所遭遇水災，民國21年（1932年）12月遷回黃州          | 江漢道                        | 清代為黃州府附郭黃岡縣。民國元年（1912年）1月廢府留縣。 |
| 第二區     | 黃岡縣     | 05019  | 三等   | 黃安縣     | 今紅安縣駐地城關鎮 | 江漢道                        | |
| 第二區     | 黃岡縣     | 05020  | 三等   | 黃梅縣     | 今黃梅縣駐地黄梅镇 | 江漢道                        | |
| 第二區     | 黃岡縣     | 05021  | 二等   | 蘄春縣     | 蘄州城（今蘄春縣西南蘄州鎮） | 江漢道                        | 清代為蘄州，民國元年（1912年）1月改稱蘄春縣，以古縣名命名。 |
| 第二區     | 黃岡縣     | 05022  | 二等   | 浠水縣     | 今浠水縣駐地清泉鎮 | 江漢道                        | 清代為蘄水縣。為以免與蘄春縣縣名相混，民國23年（1933年）提出改名，因境內有浠水，故名浠水縣。5月2日行政院令准改名。 |
| 第二區     | 黃岡縣     | 05023  | 二等   | 麻城縣     | 麻城鎮（今麻城市城區） | 江漢道                        | |
| 第二區     | 黃岡縣     | 05024  | 三等   | 羅田縣     | 今羅田縣駐地鳳山鎮 | 江漢道                        | |
| 第二區     | 黃岡縣     | 05025  | 四等   | 英山縣     | 今英山縣駐地溫泉鎮 | 分別屬 安徽省 淮泗道、 安慶道 | 初隸安徽省。民國二十五年（1936年）3月劃屬湖北省。 |
| 第二區     | 黃岡縣     | 05026  | 三等   | 廣濟縣     | 梅川鎮（今武穴市北梅川鎮） | 江漢道                        | |
| 第三區     | 隨縣       | 05013  | 三等   | 漢川縣     | 今漢川市城區仙女山街道 | 江漢道                        | |
| 第三區     | 隨縣       | 05015  | 二等   | 孝感縣     | 今孝感市孝南區 | 江漢道                        | |
| 第三區     | 隨縣       | 05027  | 三等   | 安陸縣     | 城關鎮（今安陸市城區） | 江漢道                        | 清代為德安府附郭安陸縣。民國元年（1912年）1月廢府留縣。 |
| 第三區     | 隨縣       | 05028  | 一等   | 隨縣       | 今隨州市曾都區 | 江漢道                        | 清代為隨州，民國元年（1912年）1月改稱縣。 |
| 第三區     | 隨縣       | 05029  | 三等   | 雲夢縣     | 今雲夢縣駐地城關鎮 | 江漢道                        | |
| 第三區     | 隨縣       | 05030  | 三等   | 應山縣     | 城關鎮（今廣水市城區） | 江漢道                        | |
| 第三區     | 隨縣       | 05031  | 三等   | 應城縣     | 今應城市城區 | 江漢道                        | |
| 第三區     | 隨縣       | 05033  | 二等   | 鍾祥縣     | 郢中鎮（今鍾祥市城區郢中街道） | 襄陽道                        | 清代為安陸府附郭鍾祥縣。民國元年（1912年）1月廢府留縣。 |
| 第三區     | 隨縣       | 05034  | 二等   | 京山縣     | 今京山市駐地新市鎮 | 襄陽道                        | |
| 第三區     | 隨縣       | 05036  | 二等   | 天門縣     | 竟陵鎮（今天門市城區竟陵街道） | 襄陽道                        | |
| 第四區     | 江陵縣     | 05017  | 二等   | 沔陽縣     | 沔陽城（今仙桃市西南沔城回族鎮） | 襄陽道                        | 清代為沔陽州，民國元年（1912年）1月改稱縣。 |
| 第四區     | 江陵縣     | 05035  | 三等   | 潛江縣     | 城關鎮（今潛江市城區園林街道） | 襄陽道                        | |
| 第四區     | 江陵縣     | 05037  | 二等   | 荊門縣     | 今荊門市城區 | 分別屬 襄陽道、 荊宜道        | 清代為荊門直隸州。民國元年（1912年）1月改置縣。 |
| 第四區     | 江陵縣     | 05053  | 一等   | 江陵縣     | 沙市（今荊州市沙市區） | 分別屬 荊南道、 荊宜道        | 清代為江陵府附郭江陵縣。民國元年（1912年）1月廢府留縣。 |
| 第四區     | 江陵縣     | 05054  | 二等   | 公安縣     | 今公安縣南平鎮 | 分別屬 荊南道、 荊宜道        | |
| 第四區     | 江陵縣     | 05055  | 三等   | 石首縣     | 今石首市城區（舊綉林鎮） | 分別屬 荊南道、 荊宜道        | |
| 第四區     | 江陵縣     | 05056  | 二等   | 監利縣     | 今監利市駐地容城鎮 | 分別屬 荊南道、 荊宜道        | |
| 第四區     | 江陵縣     | 05057  | 二等   | 松滋縣     | 松滋老城（今松滋市北老城鎮），民國21年（1932年）6月遷駐磨盤州（磨市，今松滋市東南南海鎮磨盤州社區）。民國23年（1934年）2月遷回舊治。民國36年（1947年）6月又移治新江口（今松滋市駐地新江口鎮）                   | 分別屬 荊南道、 荊宜道        | |
| 第四區     | 江陵縣     | 05058  | 三等   | 枝江縣     | 今宜都市駐地枝城鎮 | 分別屬 荊南道、 荊宜道        | |
| 第五區     | 襄陽縣     | 05032  | 一等   | 襄陽縣     | 今襄陽市襄城區 | 襄陽道 (駐地)                 | 清代為襄陽府附郭襄陽縣。民國元年（1912年）1月廢府留縣。 |
| 第五區     | 襄陽縣     | 05040  | 三等   | 自忠縣     | 今宜城市城區（舊城關鎮） | 襄陽道                        | 清代為宜城縣。民國33年（1944年）8月10日改名自忠縣，為紀念抗日愛國將領張自忠而改名。 |
| 第五區     | 襄陽縣     | 05041  | 二等   | 南漳縣     | 今南漳縣駐地城關鎮 | 襄陽道                        | |
| 第五區     | 襄陽縣     | 05042  | 二等   | 棗陽縣     | 今棗陽市城區（舊城關鎮） | 襄陽道                        | |
| 第五區     | 襄陽縣     | 05043  | 三等   | 穀城縣     | 今谷城縣駐地城關鎮 | 襄陽道                        | |
| 第五區     | 襄陽縣     | 05044  | 三等   | 光化縣     | 光化（今老河口市城區東北光化街道老縣城村）。因縣城在抗戰中被日軍毀壞，民國三十四年（1945年）遷治老河口鎮（今老河口市城區）                                                                                      | 襄陽道                        | |
| 第五區     | 襄陽縣     | 05050  | 四等   | 保康縣     | 今保康縣駐地城關鎮 | 襄陽道                        | |
| 第六區     | 宜昌縣     | 05038  | 三等   | 當陽縣     | 今當陽市城區（舊玉陽鎮） | 分別屬 襄陽道、 荊宜道        | |
| 第六區     | 宜昌縣     | 05039  | 四等   | 遠安縣     | 今遠安縣駐地鳴鳳鎮 | 分別屬 襄陽道、 荊宜道        | |
| 第六區     | 宜昌縣     | 05052  | 一等   | 宜昌縣     | 今宜昌市城區 | 分別屬 荊南道、 荊宜道 (駐地) | 清代為宜昌府附郭東湖縣。民國元年（1912年）1月廢府留縣並改縣名，以府名得名。 |
| 第六區     | 宜昌縣     | 05059  | 三等   | 宜都縣     | 今宜都市城區陸城街道 | 分別屬 荊南道、 荊宜道        | |
| 第六區     | 宜昌縣     | 05060  | 三等   | 長陽縣     | 今長陽土家族自治縣駐地龍舟坪鎮 | 分別屬 荊南道、 荊宜道        | |
| 第六區     | 宜昌縣     | 05061  | 四等   | 興山縣     | 今興山縣南昭君鎮 | 分別屬 荊南道、 荊宜道        | |
| 第六區     | 宜昌縣     | 05063  | 四等   | 五峰縣     | 魚洋關（今五峰縣駐地五峰鎮） | 分別屬 荊南道、 荊宜道        | 清代為長樂縣。因與福建、廣東二省縣名重名，民國3年（1914年）1月改名五峰縣。因明代置五峰石寶長官司於此，故名。 |
| 第六區     | 宜昌縣     | 05064  | 三等   | 秭歸縣     | 歸州城（今秭歸縣西北歸州鎮） | 分別屬 荊南道、 荊宜道        | 清代為歸州。民國元年（1912年）1月改稱秭歸縣，以漢代縣名命名。 |
| 第七區     | 恩施縣     | 05062  | 四等   | 巴東縣     | 今巴東縣駐地信陵鎮 | 分別屬 荊南道、 荊宜道        | |
| 第七區     | 恩施縣     | 05065  | 一等   | 恩施縣     | 今恩施市城區（舊城關鎮） | 分別屬 荊南道、 施鶴道 (駐地) | 清代為施南府附郭恩施縣。民國元年（1912年）1月廢府留縣。 |
| 第七區     | 恩施縣     | 05066  | 四等   | 宣恩縣     | 今宣恩縣駐地珠山鎮 | 分別屬 荊南道、 施鶴道        | |
| 第七區     | 恩施縣     | 05067  | 三等   | 建始縣     | 今建始縣駐地業州鎮 | 分別屬 荊南道、 施鶴道        | |
| 第七區     | 恩施縣     | 05068  | 三等   | 利川縣     | 今利川市城區（舊都亭鎮） | 分別屬 荊南道、 施鶴道        | |
| 第七區     | 恩施縣     | 05069  | 三等   | 來鳳縣     | 今來鳳縣駐地翔鳳鎮 | 分別屬 荊南道、 施鶴道        | |
| 第七區     | 恩施縣     | 05070  | 三等   | 咸豐縣     | 今咸豐縣駐地高樂山鎮 | 分別屬 荊南道、 施鶴道        | |
| 第七區     | 恩施縣     | 05071  | 四等   | 鶴峰縣     | 今鶴峰縣駐地容美鎮 | 分別屬 荊南道、 施鶴道        | 清代為鶴峰直隸廳。民國元年（1912年）1月改置縣。 |
| 第八區     | 鄖縣       | 05045  | 三等   | 均縣       | 均州城（今丹江口市西北丹江口水庫區） | 襄陽道                        | 清代為均州，民國元年（1912年）1月改稱縣。 |
| 第八區     | 鄖縣       | 05046  | 二等   | 鄖縣       | 鄖陽老城（今丹江口市西北丹江口水庫區） | 襄陽道                        | 清代為鄖陽府附郭鄖縣。民國元年（1912年）1月廢府留縣。 |
| 第八區     | 鄖縣       | 05047  | 二等   | 房縣       | 今房縣駐地城關鎮 | 襄陽道                        | |
| 第八區     | 鄖縣       | 05048  | 三等   | 竹谿縣     | 今竹溪縣駐地城關鎮 | 襄陽道                        | |
| 第八區     | 鄖縣       | 05049  | 三等   | 竹山縣     | 今竹山縣駐地城關鎮 | 襄陽道                        | |
| 第八區     | 鄖縣       | 05051  | 三等   | 鄖西縣     | 今鄖西縣駐地城關鎮 | 襄陽道                        | |

## 行政區劃年表
| 湖北省行政區劃年表                                                        |          |    |    |    |         | |
| 說明：「?」表示不能確定其發生年份或月份，故放於最有可能的一年內，詳見注釋 |          |    |    |    |         | |
| 西元                                                                      | 民國紀元 | 縣 | 市 | 局 | 其他    | 行政區劃變更 |
| 1912年                                                                    | 民國1年  | 69 |    |    |         | - 改興國州為興國縣（1月） - 改蘄州為蘄春縣（1月） - 改隨州為隨縣（1月） - 改沔陽州為沔陽縣（1月） - 改歸州為秭歸縣（1月） - 改均州為均縣（1月） - 改荊門直隸州為荊門縣（1月） - 改鶴峰直隸州為鶴峰縣（1月） - 改夏口廳為夏口縣（1月） - 廢武昌府留江夏縣（1月） - 廢漢陽府留漢陽縣（1月） - 廢黃州府留黃岡縣（1月） - 廢安陸府留安陸縣（1月） - 廢江陵府留江陵縣（1月） - 廢襄陽府留襄陽縣（1月） - 廢宜昌府留東湖縣（1月） - 廢施南府留恩施縣（1月） - 廢鄖陽府留鄖縣（1月） - 東湖縣改名宜昌縣（1月） |
| 1913年                                                                    | 民國2年  | 69 |    |    |         | - 江夏縣改名武昌縣（新）（5月） - 武昌縣（舊）改名壽昌縣（5月） |
| 1914年                                                                    | 民國3年  | 69 |    |    |         | - 壽昌縣改名鄂城縣（1月） - 興國縣改名陽新縣（1月） - 長樂縣改名五峰縣（1月） |
| 1915年                                                                    | 民國4年  | 69 |    |    |         | |
| 1916年                                                                    | 民國5年  | 69 |    |    |         | |
| 1917年                                                                    | 民國6年  | 69 |    |    |         | |
| 1918年                                                                    | 民國7年  | 69 |    |    |         | |
| 1919年                                                                    | 民國8年  | 69 |    |    |         | |
| 1920年                                                                    | 民國9年  | 69 |    |    |         | |
| 1921年                                                                    | 民國10年 | 69 |    |    |         | |
| 1922年                                                                    | 民國11年 | 69 |    |    |         | |
| 1923年                                                                    | 民國12年 | 69 |    |    |         | |
| 1924年                                                                    | 民國13年 | 69 |    |    |         | |
| 1925年                                                                    | 民國14年 | 69 |    |    |         | |
| 1926年                                                                    | 民國15年 | 69 | 1  |    |         | - 析夏口縣置漢口市（10月） |
| 1927年                                                                    | 民國16年 | 69 |    |    |         | - 改漢口市為京兆區（1月） - 京兆區改制為武漢特別市，直隸國民政府（4月） |
| 1928年                                                                    | 民國17年 | 69 |    |    |         | |
| 1929年                                                                    | 民國18年 | 68 |    |    |         | - 武漢特別市來屬，稱武漢市（1月） - 武漢市改制為武漢特別市，直隸國民政府（4月） - 省夏口縣入漢口特別市及漢陽縣（7月） |
| 1930年                                                                    | 民國19年 | 68 |    |    |         | |
| 1931年                                                                    | 民國20年 | 68 | 1  |    |         | - 行政院轄漢口市降格為湖北省轄市（5月） |
| 1932年                                                                    | 民國21年 | 68 | 1  |    |         | |
| 1933年                                                                    | 民國22年 | 69 | 1  |    |         | - 析河南省羅山縣，湖北省黃陂、黃安、孝感3縣置禮山縣（1月） - 蘄水縣改名浠水縣（5月） |
| 1934年                                                                    | 民國23年 | 69 | 1  |    | 1特別區 | - 析陽新、通山、鄂城、咸寧4縣置大畈特別區（5月） |
| 1935年                                                                    | 民國24年 | 69 | 2  |    |         | - 析武昌縣置武昌市（7月） - 省大畈特別區入陽新、通山、鄂城、咸寧4縣（6月） |
| 1936年                                                                    | 民國25年 | 70 | 2  |    |         | - 安徽省英山縣來屬（3月） |
| 1937年                                                                    | 民國26年 | 70 | 2  |    |         | |
| 1938年                                                                    | 民國27年 | 70 | 2  |    |         | |
| 1939年                                                                    | 民國28年 | 70 | 2  |    |         | |
| 1940年                                                                    | 民國29年 | 70 | 2  |    |         | |
| 1941年                                                                    | 民國30年 | 70 | 2  |    |         | |
| 1942年                                                                    | 民國31年 | 70 | 2  |    |         | |
| 1943年                                                                    | 民國32年 | 70 | 2  |    |         | |
| 1944年                                                                    | 民國33年 | 70 | 2  |    |         | - 宜城縣改名自忠縣（8月） |
| 1945年                                                                    | 民國34年 | 70 | 2  |    |         | |
| 1946年                                                                    | 民國35年 | 70 | 2  |    |         | |
| 1947年                                                                    | 民國36年 | 70 | 1  |    |         | - 漢口市改制為直轄市，直隸行政院（6月） |
| 1948年                                                                    | 民國37年 | 70 | 1  |    |         | |
| 1949年                                                                    | 民國38年 | 70 | 1  |    |         | |

## 政府體制

### 省會
辛亥革命後置武昌府，以原江夏縣區城為轄境，為鄂軍都督府的治所。民國元年（1912年）起以武昌縣為省會，民國24年（1935年）7月起以武昌市為省會，均在今湖北省武漢市武昌區。抗日戰爭以後，湖北省政府於民國27年（1938年）8月至10月21日遷至宜昌；10月遷入恩施縣。民國29年（1940年）1月，湖北省第二行政區署在黃岡縣北部的黃土嶺改組為鄂東行署，代行省政府職權。抗戰結束後取消鄂東行署，於民國34年（1945年）10月遷回武昌市。
民國38年（1949年）4月的渡江戰役，國軍的長江防線崩潰，湖北省政府再次遷往恩施縣。10月下旬，共軍發起鄂西南戰役，湖北省政府往四川萬縣。

### 省行政機構
清宣統三年八月十九日（1911年10月10日），武昌新軍起義。次日，成立中華民國軍政府鄂軍都督府，以黃帝紀元4609年為年號，推選黎元洪為都督。10月17日公佈《中華民國軍政府暫行條例》，10月25日公佈《中華民國鄂軍政府改定暫行條例》，對軍政府各部設置有所更動。民國元年（1912年）4月19日，設民政長，為全省最高行政長官，下設內務、財政各司。民國3年（1914年）5月23日，改民政長為巡按使，下設政務、財政各廳。民國5年（1916年）7月6日，改巡按使為省長。民國15年（1926年）9月15日，國民黨中央政治會議決定在漢口建立湖北省臨時政治會議，為全省軍政、財政最高領導構，下設政務委員會與財政委員會，為執行機構。民國16年（1927年）1月18日，國民黨中央爾治會議議決改朝北省臨時政治會議為湖北省政府籌備委員會，籌備建省事宜，並行使政務。3月25日，國民黨中央政治會議決定，將籌備委員會改組為省政府委員會，湖北省政府正式成立。4月，國民政府在寧、漢兩派分裂後，湖北省政府隸屬於武漢國府。7月20日，武漢國府下令改組省政府委員會。9月，寧漢合流，湖北省政府歸屬南京國府。12月19日，國民政府下令改組湖北省政府，並於翌年1月7日成立新的湖北省政府。抗戰期間，湖北江漢平原一帶先後淪陷，湖北省政府遷往鄂西南一帶。先後設鄂東、宜昌、鄂北行署。抗戰結束後，湖北省政府恢復其行政管轄區域。
民國38年（1949年）5月，因省會武昌市為中共解放軍佔領，湖北省政府再次遷往鄂西南。10月，解放軍進入鄂西南，湖北省政府遷往四川省萬縣。隨著國防部的命令，撤銷所有湖北省軍政名義的機構。

### 鄂東行署、宜昌行署、鄂北行署
鄂東行政公署，民國28年（1939年）12月15日置，公署駐黃岡縣北部的黃土嶺，轄原第二行政督察區所屬11縣；民國30年（1941年）7月復置第二行政督察區（一說1945年9月復置），增轄孝感縣和第三行政督察區。民國34年（1945年）抗戰結束後，鄂東行署遷至黃岡縣，9月裁撤，恢復為湖北省第二行政督察專員公署。
宜昌行政公署，民國29年（1940）1月6日置，由林逸聖兼任，轄第六行政督察區。棗宜會戰後，因鄂西江漢平原富裕地區被日軍佔領，己無保留必要，同年11月14日裁撤。
鄂北行政公署，民國31年（1942年）11月23日置，公署駐光化縣老河口鎮（今湖北省老河口市城區），轄第五行政督察區。民國34年（1945年）9月裁撤。

### 歷任湖北省軍政長官、省政府主席
湖北都督
- 黎元洪（1911年10月 - 1913年12月）
- 段祺瑞（1913年12月 - 1914年2月，代理）
- 段芝貴（1914年2月 - 6月，署理）

湖北將軍
- 段芝貴（1914年6月 - 1915年8月）
- 張錫鑾（1915年8月 - 12月）
- 王占元（1915年12月 - 1916年7月，1916年1月前為代理）

湖北督軍
- 王占元（1916年7月 - 1921年8月）
- 蕭耀南（1921年8月 - 1925年1月）

湖北督辦
- 蕭耀南（1925年1月 - 1926年2月）
- 陳嘉謨（1926年2月 - 10月）

湖北省政府主席
- 張知本 (1927年12月 - 1929年5月)
- 何成濬（1929年5月 - 1932年3月，1930年2月前由方本仁代理）
- 夏斗寅 (1932年3月 - 1933年7月)
- 張群 (1933年7月 - 1935年12月)
- 楊永泰 (1935年12月 - 1936年10月)
- 黃紹竑（1936年12月 - 1937年11月，1937年10月起由何成濬代理）
- 何成濬（1937年10月 - 1938年6月，1937年11月前為代理）
- 陳誠 (1938年6月 - 1944年7月，1939年2月 - 1940年8月由嚴立三代理，1943年起由朱懷冰代理）
- 王東原 (1944年7月—1946年4月)
- 萬耀煌 (1946年4月 - 1948年4月)
- 張篤倫 (1948年4月 - 1949年2月)
- 朱鼎卿 (1949年2月 - 1949年11月)

### 引用
1. ↑  .   [2012-10-21]. （原始内容存档于2011-07-25）.
2. ↑  行政院戶口普查處編. 中華民國79年臺閩地區戶口及住宅普查報告. 臺北市: 行政院戶口普查處. 1992
3. ↑  .   [2013-12-15]. （原始内容存档于2015-09-24）.
4. ↑  .   [2013-12-15]. （原始内容存档于2013-12-15）.
5. ↑  《政府公報》第499號，民國2年9月24日，第13冊，第557頁。
6. ↑  錢端升：《民國政制史下冊》，第423頁。
7. ↑  《國民政府公報》第1790號，民國24年7月11日，第4頁。
8. 1 2  《政府公報》第499號，民國2年9月24日，第13冊，第553頁。
9. 1 2 3  《內務部改定各省重複縣名及存廢理由清單》。
10. ↑  《國民政府公報》第231號，民國18年8月1日，第7頁。
11. ↑  《國民政府公報》第2845號，民國36年6月7日，第1頁。
12. ↑  《大悟縣誌》，湖北科學技術出版社，1996年，第42頁。
13. ↑  《國民政府公報》第117號，民國22年6月27日，第7頁。
14. ↑  《國民政府公報》第262號，民國18年9月6日，第10頁。
15. ↑  《國民政府公報》第1044號，民國22年2月2日，第15頁；《黃岡縣誌》，武漢大學出版社，1990年，第373頁。
16. ↑  《國民政府公報》第1176號，民國22年6月27日，第7頁。
17. ↑  《國民政府公報》洛字第10號，民國21年6月10日，第37頁。
18. ↑  《國民政府公報》第1368號，民國23年2月21日，第10頁。
19. ↑  內政部方域司：《中華民國行政區域簡表》（第11版），第37頁。
20. ↑  《國民政府公報》渝字第699號，民國33年8月9日，第15頁。

### 書籍
1. 鄭寶恆著，《民國時期政區沿革》，湖北教育出版社。ISBN 9787535126610
2. 傅林祥，鄭寶恆著，《中國行政區劃通史 中華民國卷》，復旦大學出版社。ISBN 9787309056044
3. 國史館地理志編纂委員編，《中華民國史地理志》，中華民國國史館。ISBN 957-9042-02-0

### 地圖
1. 聯合勤務總司令部測量署編，《中華民國分省地圖》（1970年版），國防部情報參謀次長室。
2. Google地圖

## 外部連結
- 维基共享资源上的相關多媒體資源：湖北省
- 湖北省 - 行政區劃網 （页面存档备份，存于）
- 王豐的民國傳記博客
- 洪定國的地理資料庫 - 大地耕者 - 網易博客